# Team Alstare
Il Team Alstare è una squadra motociclistica con sede in Belgio, gestita da Francis Batta. Dal 1999 e fino al 2011 è stato il team di riferimento della Suzuki nel campionato mondiale Superbike; dopo un anno di assenza dalla categoria, nel 2013, partecipò al mondiale Superbike col nome "Team Ducati Alstare" grazie a un accordo con la casa italiana. Nel 2014 passò a motociclette Bimota, diventando quindi "Bimota Alstare".

## Storia

### Inizi
Francis e Patricia Batta diedero vita alla "Alstare Racing" nel 1992, ma il debutto nelle derivate di serie avvenne solo nel 1995, con la Ducati, nel campionato europeo della categoria Supersport. I piloti erano Marco Lucchinelli ed il belga Michaël Paquay, con quest'ultimo che grazie alla 748 del team di Batta vinse il campionato continentale. L'anno seguente ci fu il debutto nel mondiale Superbike, sempre con Paquay, in sella ad una Ducati 916, mentre Fabrizio Pirovano su Ducati 748SP vinse l'europeo Supersport. Nel 1997 il team partecipò solo al neonato mondiale Supersport con il francese Stéphane Chambon che andò ad affiancare Pirovano, il quale però non riuscì a bissare il successo degli anni precedenti.
Nel 1998, dopo 3 anni di collaborazione con Ducati, il team passò alle Suzuki e la scelta si rivelò azzeccata. Infatti in sella alle GSX-R 600 della casa di Hamamatsu Pirovano vinse nuovamente il mondiale Supersport, e Chambon arrivò 3°.
Ma la stagione 1999 si rivelò ancora più importante, in quanto non solo Chambon vinse il mondiale Supersport, ma inoltre Suzuki decise di affidare al team la gestione delle GSX-R 750 ufficiali nel mondiale Superbike. I piloti scelti furono Pierfrancesco Chili e Katsuaki Fujiwara, con il bolognese che regalò le prime 2 vittorie alla struttura belga. Nel 1999 e nel 2000 partecipa al campionato europeo Superstock 1000 FIM con la pilota tedesca Katja Poensgen in sella ad una Suzuki GSX-R750, ottenendo un podio durante la seconda stagione ed arrivando sesta in classifica generale.
L'anno successivo i due piloti furono confermati, Chili dopo un anno di apprendistato sulla nuova moto partì con grandi ambizioni, ma un infortunio gli impedì di lottare per il titolo. Più difficile fu la stagione 2001, per le difficoltà di messa a punto del nuovo modello di GSX-R 750. La stagione 2002 vede il solo Gregorio Lavilla come portacolori della squadra belga in Superbike, mentre in Supersport Fujiwara sfiorò il titolo concludendo secondo a 5 punti dal vincitore Fabien Foret, e Chambon chiuse terzo. In questa stagione ci fu anche il fortunato ritorno nel campionato Superstock 1000, con il titolo conquistato da Vittorio Iannuzzo.
Nel 2003, con il cambio di regolamento, che ampliava la cilindrata delle 4 cilindri portando il limite da 750 a 1000, il confermato Lavilla poté utilizzare la più potente GSX-R 1000, che gli garantì 7 podi ed il 5º posto finale. Nel campionato Superstock 1000 inoltre arrivò il successo di Michel Fabrizio.

### Stagione 2005
Tale stagione risulta particolare per il team, in quanto segna il ritorno alle competizioni Superbike dopo un anno di stop dovuto al fatto che la casa madre giapponese era indecisa se continuare a puntare al campionato SBK o concentrarsi in altre competizioni motoristiche più attigue alle necessità dell'azienda. Fortunatamente la Suzuki propende per la prima delle due ipotesi dando vita a quella che sarà una stagione trionfale per il binomio Team Alstare e Suzuki. Infatti la moto, la nuovissima Suzuki GSX-R 1000 K5 fin dai primi test invernali risulta la più veloce superando di fatto quella che era la casa di riferimento del mondiale superbike, ovverosia la Ducati. L'inizio della stagione è per il team una marcia trionfale con i due piloti Troy Corser e Yukio Kagayama che si alternano sui due gradini più alti del podio; è l'australiano però a raggiungere con maggiore preponderanza e costanza risultati utili e, forte anche della sua pluriennale esperienza, riesce a balzare in vetta alla classifica del mondiale e a difendere la prima piazza fino al termine dello stesso, anche dall'attacco finale del connazionale Chris Vermeulen del team Winston Honda Ten Kate. Corser pertanto vince il mondiale Superbike dando alla casa giapponese il primo mondiale nella classe delle moto derivate dalla serie.

### Stagione 2006
Il pre-stagione successivo alla precedente annata trionfale fu contornato dalla possibilità che Max Biaggi, appiedato alla fine della stagione dalla Honda, potesse entrare a far parte del team al posto di uno dei due piloti dell'annata precedente. La situazione fu alquanto intricata in quanto Corser era insostituibile, viste le prestazioni straordinarie offerte la stagione precedente nella quale si è laureato campione del mondo, Kagayama vista la nazionalità giapponese era ben visto dalla casa madre, pertanto l'accordo con Biaggi, che ad un certo punto parve cosa fatta, restò un semplice arrivederci con l'ipotetica possibilità di partecipare a qualche gara come wild card.
Il mondiale Superbike 2006 vede Corser sfoggiare nel suo cupolino il numero 1 simbolo del campione del mondo, numero verso il quale né l'australiano né la Suzuki sapranno essere all'altezza. La stagione per il team e per i suoi piloti non è dei migliori, Corser, complice anche il rientro di Troy Bayliss in SBK, nonostante 2 vittorie ad inizio stagione non riuscì ad entrare nella lotta per il titolo alternando cadute a qualche presenza sul podio, Kagayama da parte sua rievoca i fantasmi di Max Biaggi con un inizio di stagione ricco di cadute e povero di soddisfazioni. Nel prosieguo della stagione Corser continuò sullo stesso trend, mentre Kagayama risalì la china con qualche vittoria, cosa che però non salvò il team dall'anonimato, facendo archiviare la stagione come fallimentare e disastrosa in confronto al passato.
Il team schierò anche una terza moto, meno evoluta di quelle di Corser e Kagayama, sotto la denominazione Alstare Engineering Corona Extra, affidata dapprima a Fabien Foret e poi a Max Neukirchner negli ultimi 4 gran premi.

### Stagione 2007
Visti i non eccelsi risultati della precedente stagione, il manager Francis Batta decide di non rinnovare il contratto a Troy Corser, decidendo di portare a termine un accordo con Max Biaggi, concretizzando così quelle che erano state le trattative avviate un anno prima.
Non vi è dubbio alcuno che il team e il pilota romano si sono legati, anche in virtù di una voglia di rivalsa. Per quel che riguarda la seconda guida, il team ha confermato il giapponese Yukio Kagayama.
Il pilota romano dimostra di adattarsi velocemente alla nuova categoria, infatti in sella alla nuova Suzuki K7 vince all'esordio in Qatar (ripetendo così l'exploit del 1998 nella classe 500) e colleziona podi a ripetizione. In lotta per il titolo fino all'ultima gran premio, chiude la stagione al terzo posto assoluto, con 3 vittorie e 17 podi. Stagione sfortunata invece per Kagayama, complici numerose cadute che gli fanno anche saltare parecchie gare. Alla fine è 13° con 2 podi.

### Stagione 2008
L'abbandono dello sponsor principale Corona Extra costringe Batta a dover rinunciare a Biaggi nonostante l'ottima stagione di esordio, così, al fianco del confermato Yukio Kagayama, arrivano il giovane tedesco Max Neukirchner (che però non dispone delle evoluzioni della moto 2008) e lo spagnolo Fonsi Nieto, proveniente dal team Kawasaki PSG-1 Corse. Quest'ultimo, nel primo gran premio della stagione, sul circuito di Losail in Qatar, coglie in gara 2 la sua prima vittoria nel mondiale Superbike, ma dopo l'ottimo avvio, pur andando a punti con continuità, raramente riesce ad inserirsi nel gruppo di testa, ottenendo solamente altri 2 podi ed il sesto posto finale, dando l'impressione di non essere in grado di riuscire a sfruttare al meglio il potentissimo motore della sua GSX-R. Neukirchner invece, dopo aver sfiorato il successo a Valencia (contatto con Carlos Checa all'ultima curva mentre era in testa), ottiene la sua prima vittoria sul tracciato di Monza in gara 1, cogliendo poi il bis a Misano, sempre in gara 1, nonché altri 5 podi, confermandosi come una delle rivelazioni della stagione 2008, chiusa al quinto posto dopo essere stato a lungo secondo. Kagayama disputa una stagione in linea con la precedente come risultato finale (undicesimo), ma stavolta la sua stagione è caratterizzata da un minor numero di cadute ed infortuni.

### Stagione 2009
In questa stagione il team trova una nuova sponsorizzazione nella Brux, azienda italiana nel settore dentario, pertanto prende la nuova denominazione di Team Suzuki Alstare Brux. I piloti sono: i riconfermati Yukio Kagayama e  Max Neukirchner nel campionato mondiale superbike, mentre nella Coppa del Mondo Superstock 1000 viene ingaggiato l'italiano Claudio Corti, tutti vengono equipaggiati da una Suzuki GSX-R1000 K9 ufficiale. A Monza Neukirchner viene coinvolto nel grave incidente alla prima curva: una moto lo colpisce da dietro e lui cade rovinosamente. Si rompe due costole e così la sua stagione è compromessa, nonostante i buoni risultati conseguiti nelle gare precedenti. Kagayama invece fa un terzo posto alla prima gara di Phillip Island e buoni piazzamenti altrove. Durante l'annata, il team utilizza come piloti sostitutivi: Fonsi Nieto, Karl Muggeridge, Sylvain Guintoli e Blake Young.

### Stagione 2010
Per questa stagione, il team riconferma la presenza di Sylvain Guintoli; stavolta però come pilota titolare, a fianco del nuovo arrivato Leon Haslam. Non riconferma invece la propria presenza nella Superstock 1000. Ai piloti viene messa a disposizione una Suzuki GSX-R1000. La nuova coppia di Superbike si dimostra altamente competitiva. Leon Haslam conquista subito la leadership della classifica, che mantiene fino al 7º Gran Premio, dopo il quale è costretto a cederla al diretto rivale Max Biaggi del team Aprilia Alitalia Racing, che diverrà poi Campione del Mondo. A fine campionato Leon conclude 2º in classifica con 376 punti, 75 di distacco da Max Biaggi, con 3 vittorie, 14 podi, una pole position e solo 2 ritiri.
Si rivelerà altrettanto positiva la prestazione del compagno Guintoli. Nonostante concluda il campionato più in basso in classifica rispetto al compagno Haslam (conclude 7º), si rivela, assieme al Campione Max Biaggi, uno dei piloti più costanti nel corso del campionato: non subisce mai un ritiro e conclude ogni Gran Premio in zona punti, senza però ottenere podi. L'unico intoppo avviene nell'ultimo appuntamento del campionato, nel Gran Premio di Magny-Cours in Francia, dove in gara 1 Sylvain viene squalificato e costretto ad abbandonare la corsa; rimedierà il risultato in gara 2, replicando la sua migliore prestazione, già ottenuta in precedenza, del 4º posto. A fine campionato Sylvain conclude 7º in classifica con 197 punti.

### Stagione 2011
Per questa stagione il team non riconferma la coppia dell'anno precedente, ingaggiando invece il suo ex pilota di Superstock 1000 e Campione del Mondo di tale categoria nel 2003, ovvero Michel Fabrizio, il quale sarà l'unico pilota del team in quest'annata e sarà in sella alla stessa moto utilizzata dal team l'anno precedente, ovvero la GSX-R1000. Per il pilota italiano, la stagione inizia in modo positivo, mettendosi in evidenza in modo particolare al Gran Premio di Monza, dove conclude 5º in gara 1, ottenendo il giro veloce, mentre in gara 2 conclude terzo, realizzando l'unico podio dell'annata. La stagione però si evolve in modo diverso rispetto alle prime gare, a causa dei numerosi ritiri e dei risultati poco convincenti nelle ultime prove. Alla fine il bilancio finale lo vede al 12º posto in classifica con 152 punti.

### Ritiro temporaneo
Per la stagione 2012, visto il trasferimento altrove di Michel Fabrizio e il mancato ingaggio di altri piloti, il team non ha riconfermato la propria presenza nel mondiale Superbike.

### Ritorno 2013
Per la stagione 2013, il team si lega a Ducati  diventando "Team SBK Ducati Alstare" ingaggiando il campione del mondo 2011 Carlos Checa e il campione Superstock 2010 Ayrton Badovini con Energy t.i. Checa dovrà saltare gli ultimi 4 gran premi a causa di una frattura multipla al femore rimediata nelle prove del venerdì sulla pista di Istanbul, ciò non gli permetterà di andare oltre il quindicesimo posto in classifica finale con 80 punti e la sola Superpole nella gara inaugurale in Australia come risultato di rilievo. L'Italiano Ayrton Badovini risulterà a fine anno il migliore tra i piloti Ducati nel mondiale, ma solo dodicesimo in classifica generale. Riesce ad ottenere una Superpole al Gran Premio di Germania al Nürburgring,  dopo aver ottenuto in precedenza nel Gran premio di Mosca l'unico podio stagionale del team e del costruttore. Il posto di Checa viene preso nelle restanti otto prove da Michele Pirro, Niccolò Canepa e Xavi Forés.

### Stagione 2014
Per questa Stagione il Team cambia Motocicletta, passando dalla Ducati Panigale alla Bimota BB3 motorizzata col quattro cilindri BMW, già in uso sulle moto ufficiali della casa tedesca nello stesso campionato. Inoltre le motociclette vengono iscritte come categoria EVO in questa stagione. I piloti sono il confermato Badovini e l'inglese Christian Iddon proveniente dalla Supersport. Sfortunatamente per i piloti e per la Squadra la casa motociclistica Italiana non riesce a produrre entro il tempo limite concesso dall'organizzatore il numero di motociclette di serie sufficienti per poter prendere punti nel mondiale. Per questo motivo pur avendo preso parte a otto gran premi, per un totale di sedici gare, i risultati non vengono omologati. Questo nonostante la bontà del mezzo, che permetteva ad entrambi i piloti di passare quasi sempre sotto la bandiera a scacchi nei primi quindici posti. Il team non prende parte alla stagione 2015 del campionato mondiale Superbike.

### Stagione 2021
Per questa stagione, il team schiera un'unica Yamaha YZF-R1 affidata al pilota francese Christophe Ponsson. A campionato in corso, il team passa di gestione a Gil Motor Sport-Yamaha mantenendo Ponsson. Ponsson chiude la stagione al ventesimo posto in campionato e al nono nel Trofeo Indipendenti.

## Risultati del Team in Superbike
| Anno | N° | Piloti              |             | Moto                 | Risultati                        |
| ---- | -- | ------------------- | ----------- | -------------------- | -------------------------------- |
| 1996 | 41 | Michaël Paquay      | Belgio      | Ducati 916           | 31° con 10 punti                 |
| 1999 | 7  | Pierfrancesco Chili | Italia      | Suzuki GSX-R 750     | 6° con 251 punti                 |
| 1999 | 21 | Katsuaki Fujiwara   | Giappone    | Suzuki GSX-R750      | 9° con 119 punti                 |
| 2000 | 7  | Pierfrancesco Chili | Italia      | Suzuki GSX-R 750     | 4° con 258 punti                 |
| 2000 | 9  | Katsuaki Fujiwara   | Giappone    | Suzuki GSX-R750      | 9° con 151 punti                 |
| 2001 | 4  | Pierfrancesco Chili | Italia      | Suzuki GSX-R 750     | 7° con 232 punti                 |
| 2001 | 24 | Stéphane Chambon    | Francia     | Suzuki GSX-R750      | 12° con 122 punti                |
| 2002 | 10 | Gregorio Lavilla    | Spagna      | Suzuki GSX-R 750 Y   | 10° con 130 punti                |
| 2003 | 10 | Gregorio Lavilla    | Spagna      | Suzuki GSX-R 1000    | 5° con 256 punti                 |
| 2003 | 31 | Vittorio Iannuzzo   | Italia      | Suzuki GSX-R 1000    | 18° con 37 punti                 |
| 2005 | 11 | Troy Corser         | Australia   | Suzuki GSX-R 1000 K5 | Campione del Mondo con 433 punti |
| 2005 | 71 | Yukio Kagayama      | Giappone    | Suzuki GSX-R 1000 K5 | 5° con 252 punti                 |
| 2006 | 1  | Troy Corser         | Australia   | Suzuki GSX-R 1000 K6 | 4° con 254 punti                 |
| 2006 | 71 | Yukio Kagayama      | Giappone    | Suzuki GSX-R 1000 K6 | 7° con 211 punti                 |
| 2007 | 3  | Max Biaggi          | Italia      | Suzuki GSX-R 1000 K7 | 3° con 397 punti                 |
| 2007 | 71 | Yukio Kagayama      | Giappone    | Suzuki GSX-R 1000 K7 | 13° con 116 punti                |
| 2008 | 10 | Fonsi Nieto         | Spagna      | Suzuki GSX-R 1000    | 6° con 256 punti                 |
| 2008 | 34 | Yukio Kagayama      | Giappone    | Suzuki GSX-R 1000    | 11° con 154 punti                |
| 2008 | 76 | Max Neukirchner     | Germania    | Suzuki GSX-R 1000    | 5° con 311 punti                 |
| 2009 | 34 | Yukio Kagayama      | Giappone    | Suzuki GSX-R 1000 K9 | 12° con 128 punti                |
| 2009 | 76 | Max Neukirchner     | Germania    | Suzuki GSX-R 1000 K9 | 16° con 75 punti (5 GP su 14)    |
| 2010 | 50 | Sylvain Guintoli    | Francia     | Suzuki GSX-R 1000    | 7° con 197 punti                 |
| 2010 | 91 | Leon Haslam         | Regno Unito | Suzuki GSX-R 1000    | 2° con 376 punti                 |
| 2011 | 84 | Michel Fabrizio     | Italia      | Suzuki GSX-R 1000    | 12° con 152 punti                |
| 2013 | 7  | Carlos Checa        | Spagna      | Ducati 1199 Panigale | 15° con 80 punti                 |
| 2013 | 86 | Ayrton Badovini     | Italia      | Ducati 1199 Panigale | 12° con 130 punti                |
| 2014 | 2  | Christian Iddon     | Regno Unito | Bimota BB3           | NC con 0 punti                   |
| 2014 | 86 | Ayrton Badovini     | Italia      | Bimota BB3           | NC con 0 punti                   |
| 2021 | 23 | Christophe Ponsson  | Francia     | Yamaha YZF-R1        | 20° con 35 punti                 |